# Vjatjeslav Glazkov
Vjatjeslav Glazkov född 15 oktober 1984, Lugansk, Ukrainska SSR, Sovjetunionen är en ukrainsk boxare som mest är känd för att han vann silvermedalj i Världsmästerskapen i taekwondo 2007 i Chicago i herrarnas supertungvikt och bronsmedalj i herrarnas supertungvikt i OS 2008 i Peking.

## Karriär
Glazkov vann Universiadens världsmästerskap i boxning 2004, då han slog azerbajdzjanen Elçin Əlizadə. 
I världsmästerskapen 2005 besegrade han den litauiska boxaren Jaroslav Jaksto, men förlorade sedan mot kubanen Odlanier Solís. I världsmästerskapen 2007 i Chicago utplånade han colombianen Óscar Rivas och sedan vann han över Jaroslav Jaksto. Glazkov slog kinesen Zhang Zhilei i semifinalen, men förlorade sedan mot den italienska vänsterhandsboxaren Roberto Cammarelle.

## Meriter

### Olympiska meriter

#### Olympiska sommarspelen 2008
- Huvudartikel: Boxning vid olympiska sommarspelen 2008

| Tävlande           | Viktklass     | Sextondelsfinal      | Åttondelsfinal       | Kvartsfinal          | Semifinal                  | Final                |
| Tävlande           | Viktklass     | Motståndare Resultat | Motståndare Resultat | Motståndare Resultat | Motståndare Resultat       | Motståndare Resultat |
| ------------------ | ------------- | -------------------- | -------------------- | -------------------- | -------------------------- | -------------------- |
| Vjatjeslav Glazkov | Supertungvikt |                      | Alfonso (CUB) W 5-3  | Ouatah (ALG) W 10-4  | Zhilei (CHN) Loss Walkover | Gick inte vidare     |